# Campionat del Món d'atletisme de 2009 - 100 metres masculins

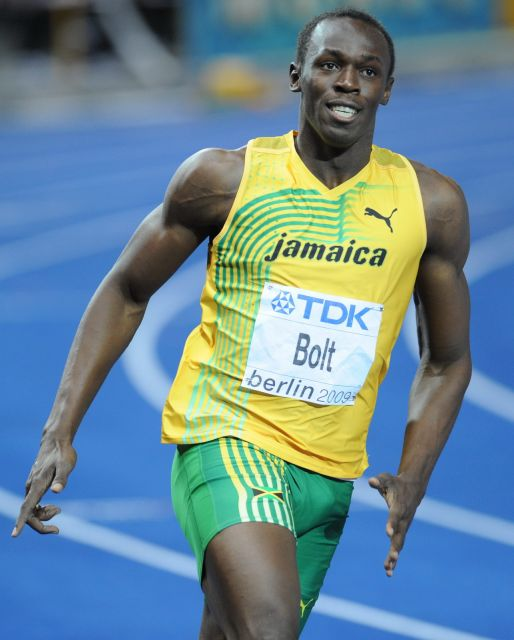
Fotografia d'Usain Bolt als campionats.

Els 100 metres masculins al Campionat del Món d'atletisme de 2009 van tenir lloc a l'estadi Olímpic de Berlín els dies 15 i 16 d'agost. Els dos principals favorits de la prova eren l'actual campió del món Tyson Gay i Usain Bolt, campió olímpic i rècord del món. Gay va arribar a la competició amb una millor marca de la temporada de 9.77 segons (rècord dels Estats Units) mentre que el millor temps de Bolt a la temporada va ser de 9.79 segons. Altres quatre atletes havien baixat de deu segons durant l'any: l'anterior posseïdor del rècord mundial Asafa Powell, el finalista olímpic Churandy Martina i les noves promeses Daniel Bailey i Mike Rodgers.
El primer dia van caure molts atletes importants. Derrick Atkins, segon el 2007, no va passar de la primera ronda. Churandy Martina, els posseïdors de rècords nacionals Samuel Francis i Olusoji Fasuba, Simeon Williamson i el campió del món el 2003 Kim Collins van ser eliminats a quarts de final. A més, una doble eixida falsa va desqualificar al posseïdor del rècord d'Europa junior, Christophe Lemaître. Gay, Powell i Rodgers van acabar amb els millors temps del dia.
A la final, Usain Bolt va guanyar còmodament amb un nou rècord del món de 9.58.

## Medallistes
| Or                   | Argent                   | Bronze                 |
| Usain Bolt · Jamaica | Tyson Gay · Estats Units | Asafa Powell · Jamaica |

## Rècords
Els rècords del món i del campionat abans de la prova eren els següents.
| Rècord del Món       | Usain Bolt (JAM)    | 9.69 | Pequín, Xina     | 16 d'agost de 2008 |
| Rècord del campionat | Maurice Greene (USA | 9.80 | Sevilla, Espanya | 22 d'agost de 1999 |

## Resultats

### Final
La final va ser el 16 d'agost a les 21:35 hores (CEST). El vent va ser de 0,9 metres per segon.
| Posició           | Atleta                 | Temps | Notes |
| ----------------- | ---------------------- | ----- | ----- |
| Medalla d'or      | Usain Bolt (JAM)       | 9.58  | WR    |
| Medalla de plata  | Tyson Gay (USA)        | 9.71  | NR    |
| Medalla de bronze | Asafa Powell (JAM)     | 9.84  | SB    |
| 4                 | Daniel Bailey (ANT)    | 9.93  |       |
| 5                 | Richard Thompson (TRI) | 9.93  | SB    |
| 6                 | Dwain Chambers (GBR)   | 10.00 | SB    |
| 7                 | Marc Burns (TRI)       | 10.00 | SB    |
| 8                 | Darvis Patton (USA)    | 10.34 |       |

AR Rècord del continent | CR Rècord del campionat | NR Rècord nacional | OR Rècord olímpic | PB/PR Millor marca personal/Rècord personal 
 SB Millor marca personal de la temporada | WL Millor marca mundial de l'any | WR Rècord del món

### Semifinals
Els quatre primers classificats de cada semifinal (Q) passaven a la final.
| Pos. | Carrer | Atleta                    | Temps (seg) | Notes  |
| ---- | ------ | ------------------------- | ----------- | ------ |
| 1    | 6      | Usain Bolt (JAM)          | 9.89        | Q      |
| 2    | 4      | Daniel Bailey (ANT)       | 9.96        | Q      |
| 3    | 3      | Darvis Patton (USA)       | 9.98        | Q / SB |
| 4    | 8      | Marc Burns (TRI)          | 10.01       | Q / SB |
| 5    | 5      | Michael Rodgers (USA)     | 10.04       |        |
| 6    | 1      | Martial Mbandjock (FRA)   | 10.18       |        |
| 7    | 2      | Jaysuma Saidy Ndure (NOR) | 10.20       |        |
| D    | 7      | Tyrone Edgar (GBR)        | —           | DSQ    |

| Pos. | Carrer | Atleta                  | Temps (seg) | Notes  |
| ---- | ------ | ----------------------- | ----------- | ------ |
| 1    | 5      | Tyson Gay (USA)         | 9.93        | Q      |
| 2    | 4      | Asafa Powell (JAM)      | 9.95        | Q      |
| 3    | 3      | Richard Thompson (TRI)  | 9.98        | Q / SB |
| 4    | 6      | Dwain Chambers (GBR)    | 10.04       | Q / SB |
| 5    | 7      | Michael Frater (JAM)    | 10.14       |        |
| 6    | 2      | Monzavous Edwards (USA) | 10.14       |        |
| 7    | 1      | Gerald Phiri (ZAM)      | 10.19       |        |
| 8    | 8      | Naoki Tsukahara (JPN)   | 10.25       |        |

AR Rècord del continent | CR Rècord del campionat | NR Rècord nacional | OR Rècord olímpic | PB/PR Millor marca personal/Rècord personal 
 SB Millor marca personal de la temporada | WL Millor marca mundial de l'any | WR Rècord del món

### Quarts de final
Els primers tres de cada sèrie (Q) i el millor temps (q) passaven a semifinals
| Pos. | Carrer | Atleta                     | Temps (seg) | Notes  |
| ---- | ------ | -------------------------- | ----------- | ------ |
| 1    | 3      | Dwain Chambers (GBR)       | 10.04       | Q / SB |
| 2    | 4      | Richard Thompson (TRI)     | 10.08       | Q      |
| 3    | 5      | Martial Mbandjock (FRA)    | 10.22       | Q      |
| 4    | 6      | Emanuele Di Gregorio (ITA) | 10.26       |        |
| 5    | 8      | Adam Harris (GUY)          | 10.39       |        |
| 6    | 7      | Arnaldo Abrantes (POR)     | 10.40       |        |
| 7    | 2      | Martin Keller (GER)        | 10.40       |        |
| 8    | 1      | Masashi Eriguchi (JPN)     | 10.45       |        |

| Pos. | Carrer | Atleta                    | Temps (seg) | Notes  |
| ---- | ------ | ------------------------- | ----------- | ------ |
| 1    | 6      | Michael Rodgers (USA)     | 10.01       | Q      |
| 2    | 7      | Tyrone Edgar (GBR)        | 10.12       | Q      |
| 3    | 4      | Naoki Tsukahara (JPN)     | 10.15       | Q      |
| 4    | 5      | Gerald Phiri (ZAM)        | 10.16       | q / NR |
| 5    | 8      | Egwero Ogho-Oghene (NGR)  | 10.19       | PB     |
| 6    | 1      | Simon Magakwe (RSA)       | 10.71       |        |
| 7    | 2      | Daniel Grueso (COL)       | DQ          |        |
| 8    | 3      | Christophe Lemaître (FRA) | DQ          |        |

| Pos. | Carrer | Atleta                  | Temps (seg) | Notes |
| ---- | ------ | ----------------------- | ----------- | ----- |
| 1    | 1      | Asafa Powell (JAM)      | 9.95        | Q     |
| 2    | 3      | Darvis Patton (USA)     | 10.05       | Q     |
| 3    | 8      | Marc Burns (TRI)        | 10.12       | Q     |
| 4    | 5      | Kim Collins (SKN)       | 10.20       |       |
| 5    | 6      | Samuel Francis (QAT)    | 10.20       |       |
| 6    | 4      | Olusoji A. Fasuba (NGR) | 10.25       |       |
| 7    | 7      | Ronald Pognon (FRA)     | 10.27       |       |
| 8    | 2      | Shintaro Kimura (JPN)   | 10.54       |       |

| Pos. | Carrer | Atleta                      | Temps (seg) | Notes |
| ---- | ------ | --------------------------- | ----------- | ----- |
| 1    | 6      | Tyson Gay (USA)             | 9.98        | Q     |
| 2    | 5      | Michael Frater (JAM)        | 10.09       | Q     |
| 3    | 3      | Jaysuma Saidy Ndure (NOR)   | 10.16       | Q     |
| 4    | 4      | Andrew Hinds (BAR)          | 10.23       |       |
| 5    | 1      | Adrian Griffith (BAH)       | 10.28       |       |
| 6    | 7      | Obinna Metu (NGR)           | 10.36       |       |
| 7    | 8      | Fabio Cerutti (ITA)         | 10.37       |       |
| 8    | 2      | Ángel David Rodríguez (ESP) | 10.39       | SB    |

| Pos. | Carrer | Atleta                   | Temps (seg) | Notes |
| ---- | ------ | ------------------------ | ----------- | ----- |
| 1    | 3      | Daniel Bailey (ANT)      | 10.02       | Q     |
| 2    | 4      | Usain Bolt (JAM)         | 10.03       | Q     |
| 3    | 7      | Monzavous Edwards (USA)  | 10.15       | Q     |
| 4    | 8      | Churandy Martina (AHO)   | 10.19       |       |
| 5    | 5      | Simeon Williamson (GBR)  | 10.23       |       |
| 6    | 2      | Rolando Palacios (HON)   | 10.24       | SB    |
| 7    | 6      | Emmanuel Callander (TRI) | 10.27       |       |
| 8    | 1      | Dariusz Kuc (POL)        | 10.38       |       |

AR Rècord del continent | CR Rècord del campionat | NR Rècord nacional | OR Rècord olímpic | PB/PR Millor marca personal/Rècord personal 
 SB Millor marca personal de la temporada | WL Millor marca mundial de l'any | WR Rècord del món

## Sèries
Els tres primers de cada sèrie (Q) més els quatre millors temps (q) es classificaven per al quarts de final.
| Pos. | Carrer | Atleta                 | Temps (seg) | Notes |
| ---- | ------ | ---------------------- | ----------- | ----- |
| 1    | 6      | Michael Frater (JAM)   | 10.30       | Q     |
| 2    | 4      | Arnaldo Abrantes (POR) | 10.41       | Q     |
| 3    | 2      | Shintaro Kimura (JPN)  | 10.47       | Q     |
| 4    | 7      | Simone Collio (ITA)    | 10.49       |       |
| 5    | 5      | Matic Osovnikar (SLO)  | 10.52       |       |
| 6    | 3      | Berenger Bosse (CAF)   | 10.55       |       |
| 7    | 8      | Jack Iroga (SOL)       | 10.98       | SB    |
|      | 1      | Dominic Carroll (GIB)  | DNF         |       |

| Pos. | Carrer | Atleta                     | Temps (seg) | Notes |
| ---- | ------ | -------------------------- | ----------- | ----- |
| 1    | 4      | Darvis Patton (USA)        | 10.26       | Q     |
| 2    | 6      | Emanuele Di Gregorio (ITA) | 10.35       | Q     |
| 3    | 2      | Masashi Eriguchi (JPN)     | 10.38       | Q     |
| 4    | 5      | Barakat Al-Harthi (OMA)    | 10.41       |       |
| 5    | 8      | Stefan Schwab (GER)        | 10.50       |       |
| 6    | 1      | Liqat Ali (PAK)            | 10.64       |       |
| 7    | 3      | Oumar Bella Bah (GUI)      | 11.20       | PB    |
|      | 7      | Delivert Kimbembe (CGO)    |             | DNS   |

| Pos. | Carrer | Atleta                  | Temps (seg) | Notes |
| ---- | ------ | ----------------------- | ----------- | ----- |
| 1    | 8      | Martial Mbandjock (FRA) | 10.28       | Q     |
| 2    | 6      | Obinna Metu (NGR)       | 10.38       | Q     |
| 3    | 3      | Asafa Powell (JAM)      | 10.38       | Q     |
| 4    | 4      | Aziz Ouhadi (MAR)       | 10.40       |       |
| 5    | 2      | Derrick Atkins (BAH)    | 10.44       |       |
| 6    | 5      | Ivano Bucci (SMR)       | 11.24       |       |
| 7    | 7      | Leon Mengloi (PLW)      | 11.60       | PB    |

| Pos. | Carrer | Atleta                    | Temps (seg) | Notes |
| ---- | ------ | ------------------------- | ----------- | ----- |
| 1    | 6      | Dwain Chambers (GBR)      | 10.18       | Q     |
| 2    | 1      | Olusoji A. Fasuba (NGR)   | 10.31       | Q     |
| 3    | 5      | Monzavous Edwards USA)    | 10.32       | Q     |
| 4    | 8      | Ben Youssef Meité (CIV)   | 10.41       |       |
| 5    | 3      | Shehan Abeypitiyage (SRI) | 10.53       |       |
| 6    | 7      | Wilfried Bingangoye (GAB) | 10.62       |       |
| 7    | 2      | Mohamed Faisal Ahad (BRU) | 11.12       | PB    |
| 8    | 4      | Massoud Azizi (AFG)       | 11.79       | SB    |

| Pos. | Carrer | Atleta                    | Temps (seg) | Notes |
| ---- | ------ | ------------------------- | ----------- | ----- |
| 1    | 6      | Daniel Bailey (ANT)       | 10.26       | Q     |
| 2    | 8      | Jaysuma Saidy Ndure (NOR) | 10.35       | Q     |
| 3    | 4      | Adrian Griffith (BAH)     | 10.37       | Q     |
| 4    | 5      | Tobias Unger (GER)        | 10.42       |       |
| 5    | 2      | Adrian Durant (ISV)       | 10.46       |       |
| 6    | 7      | Jurgen Themen (SUR)       | 11.24       |       |
| 7    | 3      | Yondan Namelo (FSM)       | 11.78       | PB    |

| Pos. | Carrer | Atleta                    | Temps (seg) | Notes |
| ---- | ------ | ------------------------- | ----------- | ----- |
| 1    | 6      | Christophe Lemaître (FRA) | 10.23       | Q     |
| 2    | 3      | Marc Burns (TRI)          | 10.39       | Q     |
| 3    | 4      | Dariusz Kuc (POL)         | 10.46       | Q     |
| 4    | 1      | Ryan Moseley (AUT)        | 10.58       |       |
| 5    | 8      | Franklin Nazareno (ECU)   | 10.71       |       |
| 6    | 5      | Chi Ho Tsui (HKG)         | 10.77       |       |
| 7    | 2      | Mohamed Karim (BAN)       | 11.32       | SB    |
| 8    | 7      | Quaski Itaia (NRU)        | 11.76       | SB    |

| Pos. | Carrer | Atleta                        | Temps (seg) | Notes  |
| ---- | ------ | ----------------------------- | ----------- | ------ |
| 1    | 4      | Andrew Hinds (BAR)            | 10.30       | Q      |
| 2    | 8      | Simeon Williamson (GBR)       | 10.34       | Q      |
| 3    | 6      | Ronald Pognon (FRA)           | 10.35       | Q      |
| 4    | 7      | Martin Keller (GER)           | 10.35       | q / SB |
| 5    | 5      | Ángel David Rodríguez (ESP)   | 10.39       | q / SB |
| 6    | 1      | Basílio de Moraes (BRA)       | 10.54       |        |
| 7    | 3      | Denvil Ruan (AIA)             | 11.31       | PB     |
| 8    | 2      | Soulisack Silisavadymao (LAO) | 11.66       | SB     |

| Pos. | Carrer | Atleta                   | Temps (seg) | Notes  |
| ---- | ------ | ------------------------ | ----------- | ------ |
| 1    | 5      | Samuel Francis (QAT)     | 10.21       | Q      |
| 2    | 6      | Emmanuel Callander (TRI) | 10.24       | Q      |
| 3    | 7      | Churandy Martina (AHO)   | 10.26       | Q      |
| 4    | 8      | Daniel Grueso (COL)      | 10.27       | q      |
| 5    | 1      | Rolando Palacios (HON)   | 10.28       | q / SB |
| 6    | 3      | Fernando Lumain (INA)    | 10.76       |        |
| 7    | 4      | Hussain Haleem (MDV)     | 11.00       | NR     |
| 8    | 2      | Suwaibou Sanneh (GAM)    | 11.02       | SB     |

| Pos. | Carrer | Atleta                    | Temps (seg) | Notes |
| ---- | ------ | ------------------------- | ----------- | ----- |
| 1    | 3      | Usain Bolt (JAM)          | 10.20       | Q     |
| 2    | 2      | Gerald Phiri (ZAM)        | 10.30       | Q     |
| 3    | 5      | Egwero Ogho-Oghene (NGR)  | 10.30       | Q     |
| 4    | 8      | Bryan Barnett (CAN)       | 10.42       |       |
| 5    | 4      | José Carlos Moreira (BRA) | 10.55       |       |
| 6    | 7      | Aisea Tohi (TGA)          | 11.32       |       |
| 7    | 6      | Okilani Tinilau (TUV)     | 11.57       | SB    |

| Pos. | Carrer | Atleta                 | Temps (seg) | Notes |
| ---- | ------ | ---------------------- | ----------- | ----- |
| 1    | 6      | Richard Thompson (TRI) | 10.36       | Q     |
| 2    | 1      | Tyrone Edgar (GBR)     | 10.42       | Q     |
| 3    | 3      | Simon Magakwe (RSA)    | 10.54       | Q     |
| 4    | 7      | Aziz Zakari (GHA)      | 10.57       |       |
| 5    | 2      | Idrissa Sanou (BUR)    | 10.74       |       |
| 6    | 4      | Mhadjou Youssouf (COM) | 10.89       | SB    |
| 7    | 8      | Desislav Gunev (BUL)   | 11.07       |       |
| 8    | 5      | Nooa Takooa (KIR)      | 11.74       | SB    |

| Pos. | Carrer | Atleta                | Temps (seg) | Notes |
| ---- | ------ | --------------------- | ----------- | ----- |
| 1    | 8      | Tyson Gay (USA)       | 10.16       | Q     |
| 2    | 6      | Kim Collins (SKN)     | 10.28       | Q     |
| 3    | 3      | Fabio Cerutti (ITA)   | 10.36       | Q     |
| 4    | 7      | Kemar Hyman (CAY)     | 10.59       |       |
| 5    | 4      | Carlos Jorge (DOM)    | 10.73       |       |
| 6    | 2      | Aaron Victorian (ASA) | 11.37       | PB    |
| 7    | 5      | Tiraa Arere (COK)     | 11.55       |       |

| Pos. | Carrer | Atleta                  | Temps (seg) | Notes |
| ---- | ------ | ----------------------- | ----------- | ----- |
| 1    | 3      | Michael Rodgers (USA)   | 10.25       | Q     |
| 2    | 2      | Naoki Tsukahara (JPN)   | 10.28       | Q     |
| 3    | 8      | Adam Harris (GUY)       | 10.35       | Q     |
| 4    | 4      | Ramon Gittens (BAR)     | 10.47       |       |
| 5    | 6      | Cédric Nabe (SUI)       | 10.51       |       |
| 6    | 5      | Danny D'Souza (SEY)     | 10.92       |       |
| 7    | 1      | Phillip Poznanski (MHL) | 11.97       | PB    |
| 8    | 7      | Clayton Kenty (NMI)     | 12.29       | PB    |